# Citroën Saxo
La Citroën Saxo è un'autovettura di segmento B prodotta dalla casa automobilistica francese Citroën dal 1996 al 2004. Sostituì la Citroën AX e fu a sua volta sostituita dalla C2 e dalla Citroën C3.

## Storia

### Genesi e debutto
Quando la AX, utilitaria Citroën molto venduta negli anni ottanta e novanta cominciò a far sentire la sua anzianità, specie nel look, divenne chiaro che doveva subentrarle una sua erede che ne raccogliesse il testimone. Nel 1992 venne avviato il progetto S8: utilizzando il pianale della AX per contenere i costi di progetto, si realizzò tutt'intorno un nuovo corpo vettura, dal look più moderno, anche se molto simile a quello già proposto dai "cugini" della Peugeot con la 106. Le prime immagini quasi definitive della nuova piccola Citroën vennero pubblicate dalla stampa specializzata nel 1995. Alla fine dello stesso anno, vennero rivelate le prime foto del tutto definitive, comprese quelle del modello che ne avrebbe costituito il top di gamma, la futura VTS. La vettura così ottenuta fu lanciata sul mercato nella primavera del 1996 dopo la presentazione, avvenuta al Salone dell'automobile di Ginevra: era nata la Citroën Saxo, la nuova berlinetta a due volumi che avrebbe dapprima affiancato e poi sostituito del tutto la vecchia AX.

#### Linea e interni

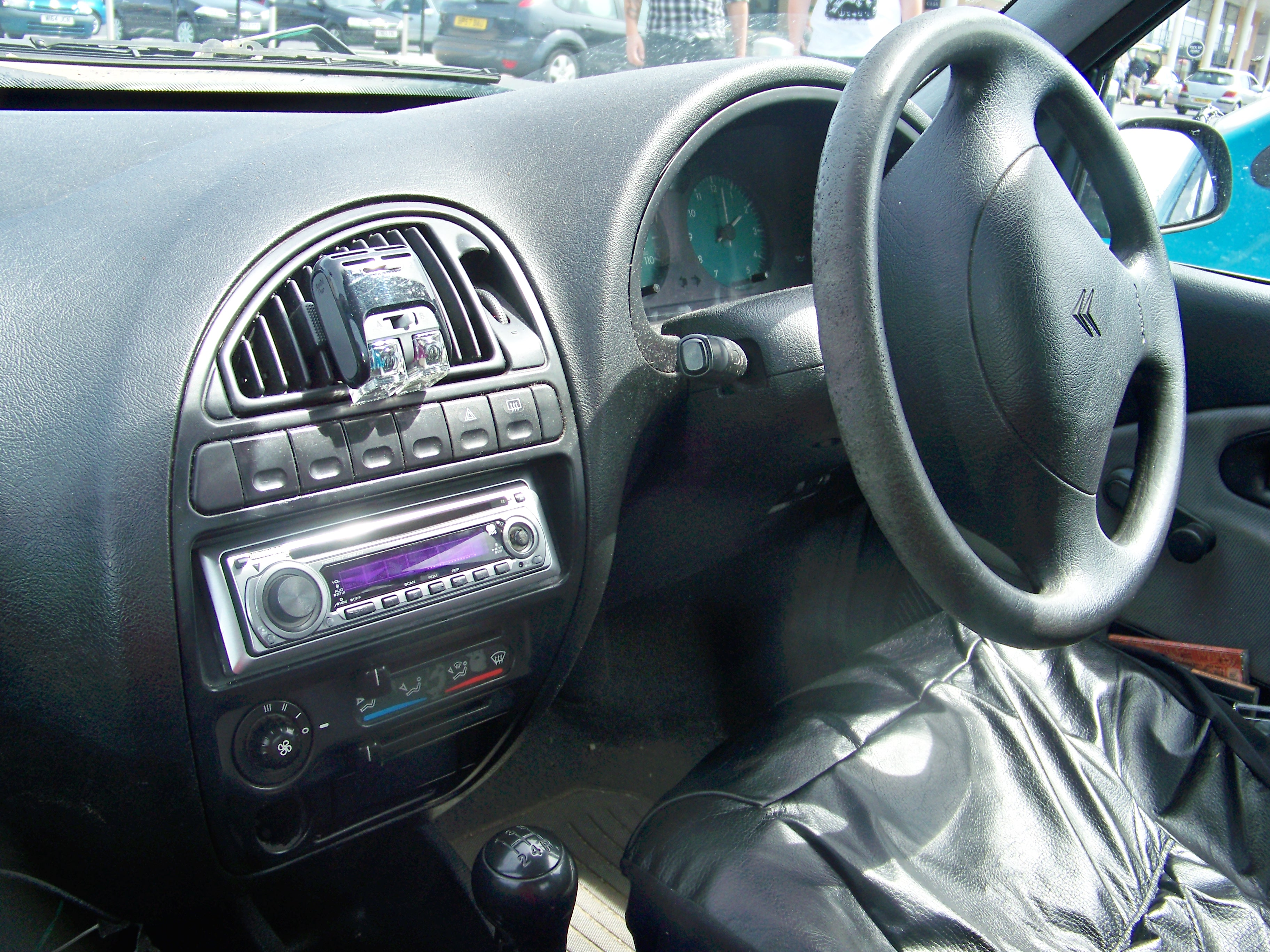
La plancia della Saxo

La "Saxo" fu realizzata sullo stesso pianale della AX e della 106, a sua volta derivato da quello della 205. 106 e AX erano anche prodotte nella stessa fabbrica di Aulnay e alcune parti di carrozzeria erano in comune. Al lancio, la Saxo era disponibile unicamente in configurazione a 3 porte. La linea della Saxo era tutt'altro che innovativa, mantenendosi però sempre più attuale di quella della AX. In particolare, la Saxo tradiva una certa parentela stilistica con la 106 prima serie, specie nella zona posteriore, a causa dei passaruota dal taglio simile, e nella fiancata, a causa di molti lamierati pressoché identici. Nella zona frontale campeggiavano invece i gruppi ottici rettangolari, più sottili di quelli della prima 106 e che, abbinati alla calandra specifica, conferivano alla Saxo un look più personale.
Internamente, invece, vi furono più tocchi di personalità, anche se non particolarmente marcati: ciò lo si riscontrava in particolar modo nella plancia, dal disegno decisamente più arrotondato che si discostava da quello più quadrangolare montato sulla 106. Anche la disposizione di molti comandi era differente.
Nonostante le soluzioni stilistiche non particolarmente innovative, la Saxo vinse il titolo di Auto più Bella del 1997.

#### Struttura, meccanica e motorizzazioni
La struttura della Saxo e della 106 prevedeva: l'avantreno a ruote indipendenti con schema MacPherson, molle elicoidali e barra antirollio, il retrotreno sempre a ruote indipendenti, con bracci tirati e barre di torsione. L'impianto frenante, di tipo idraulico e servoassistito, era inizialmente di tipo misto, con dischi all'avantreno e tamburi al retrotreno.
Lo sterzo era servoassistito in quasi tutti i modelli ed era disponibile la versione con climatizzatore. La versione senza servosterzo si basava sulla classica soluzione con cremagliera.
Al suo debutto in Italia, la Saxo è stata resa disponibile nelle seguenti motorizzazioni:
- 1.1i: motore TU1 da 1124 cm³ e 60 CV di potenza massima;
- 1.4i: motore TU3 da 1360 cm³ e 75 CV di potenza massima.

In altri mercati era presente nella gamma anche una versione da 954 cm³, con potenza di 50 CV. A queste motorizzazioni era normalmente abbinato un cambio manuale a 5 marce.

#### Allestimenti e dotazioni
La Saxo è stata proposta inizialmente solo con carrozzeria a tre porte con 4 livelli di allestimento:
- X: riservato unicamente alla versione 1.1, era il livello di allestimento più economico;
- SX: anch'esso riservato solo alla versione 1.1, comprendeva il servosterzo nella dotazione di serie;
- VTL: riservato alla versione 1.4, offriva di serie il servosterzo e l'airbag per il conducente;
- VSX: disponibile per entrambe le motorizzazioni, era il livello più ricco, che offriva servosterzo, airbag conducente e climatizzatore.

Attingendo alla lista degli optional, la Saxo diventava più ricca e confortevole. Su tutte le versioni era possibile avere la vernice metallizzata e il tetto apribile. Per i tre allestimenti più alti era possibile avere l'ABS, mentre tutte le versioni con motore 1.1 potevano essere richieste con airbag per il conducente oppure con un pacchetto che comprendeva l'airbag passeggero. Le versioni 1.4, già dotate di airbag per il conducente, potevano essere dotate dell'airbag lato passeggero, e i cerchi in lega. Per la versione di base con allestimento X, era possibile arricchire la dotazione con alzacristalli elettrici e chiusura centralizzata.

### Evoluzione

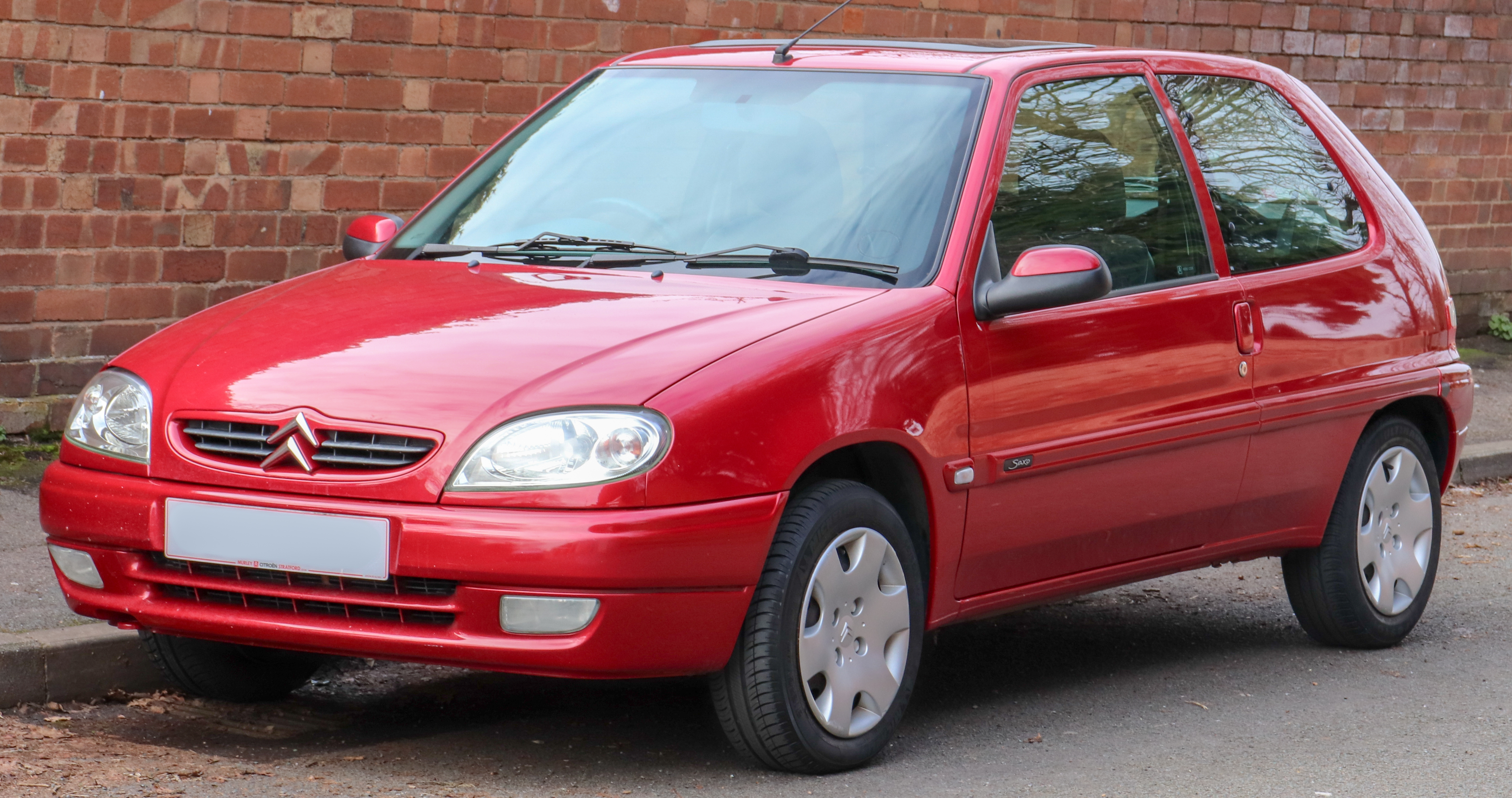
Anteriore di una Saxo post-restyling 1999

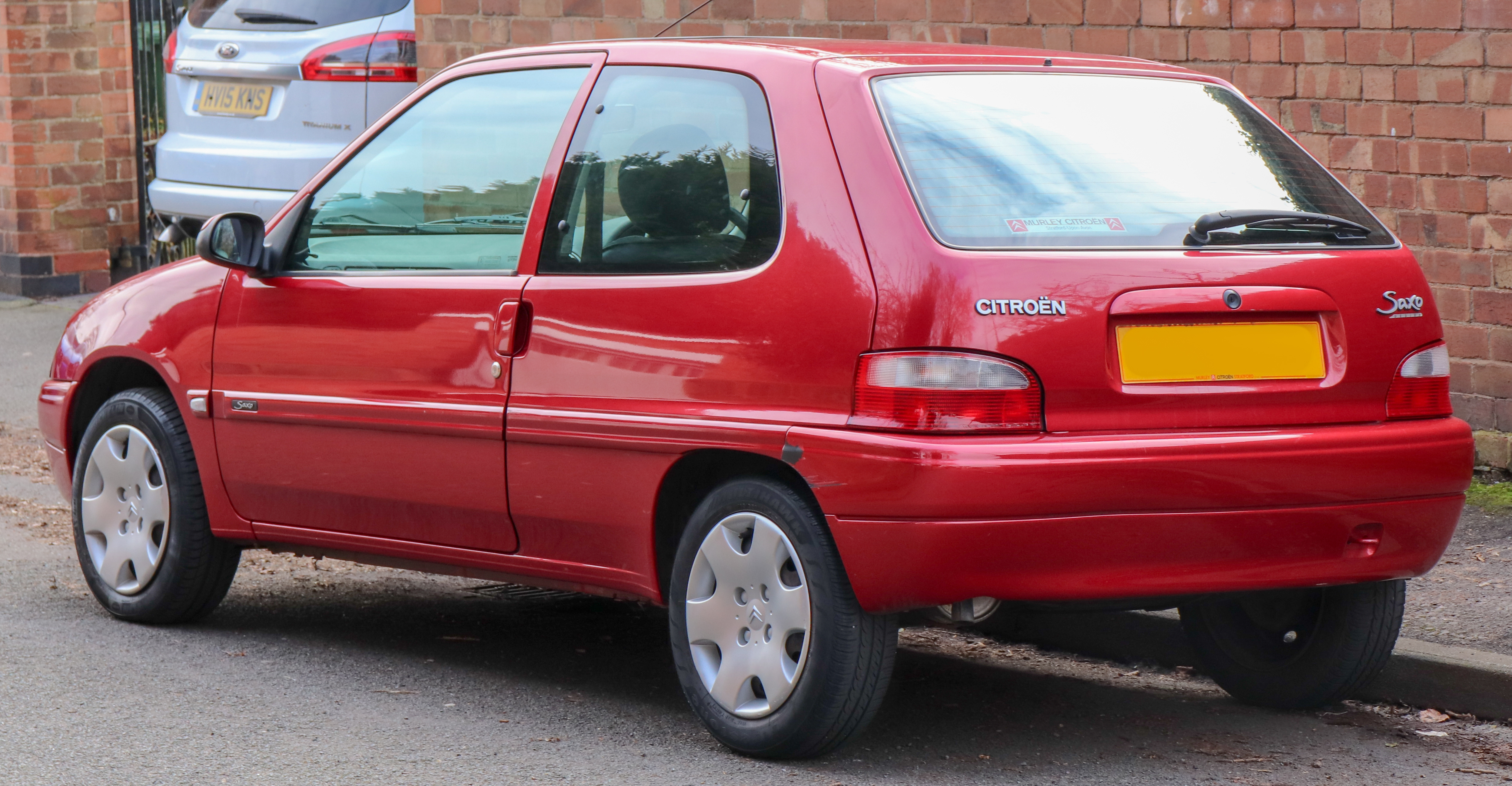
Posteriore di una Saxo post-restyling 1999

Alla fine del 1996, e quindi pochi mesi dopo il suo lancio, la Saxo venne proposta anche con carrozzeria a cinque porte. Per l'occasione, la gamma venne notevolmente ampliata, con l'arrivo delle seguenti versioni:
- 1.6 VTR, equipaggiata da un 1.6 monoalbero da 88 CV e disponibile solo a 3 porte;
- 1.6 16v VTS, versione di punta della gamma mossa da un inedito 1.6 bialbero da 118 CV, disponibile anch'essa solo a 3 porte;
- 1.5 Diesel, versione economica proposta a 3 e a 5 porte, unicamente con allestimento SX, e spinta da un 1.5 diesel aspirato da 57 CV.

Le due nuove Saxo con motore 1.6 riscossero grandi consensi e si rivelarono la punta di diamante delle vendite della Saxo. Erano tra l'altro caratterizzate anche da uno specifico kit di carrozzeria con codolini passaruota, minigonne e paraurti ridisegnati. 

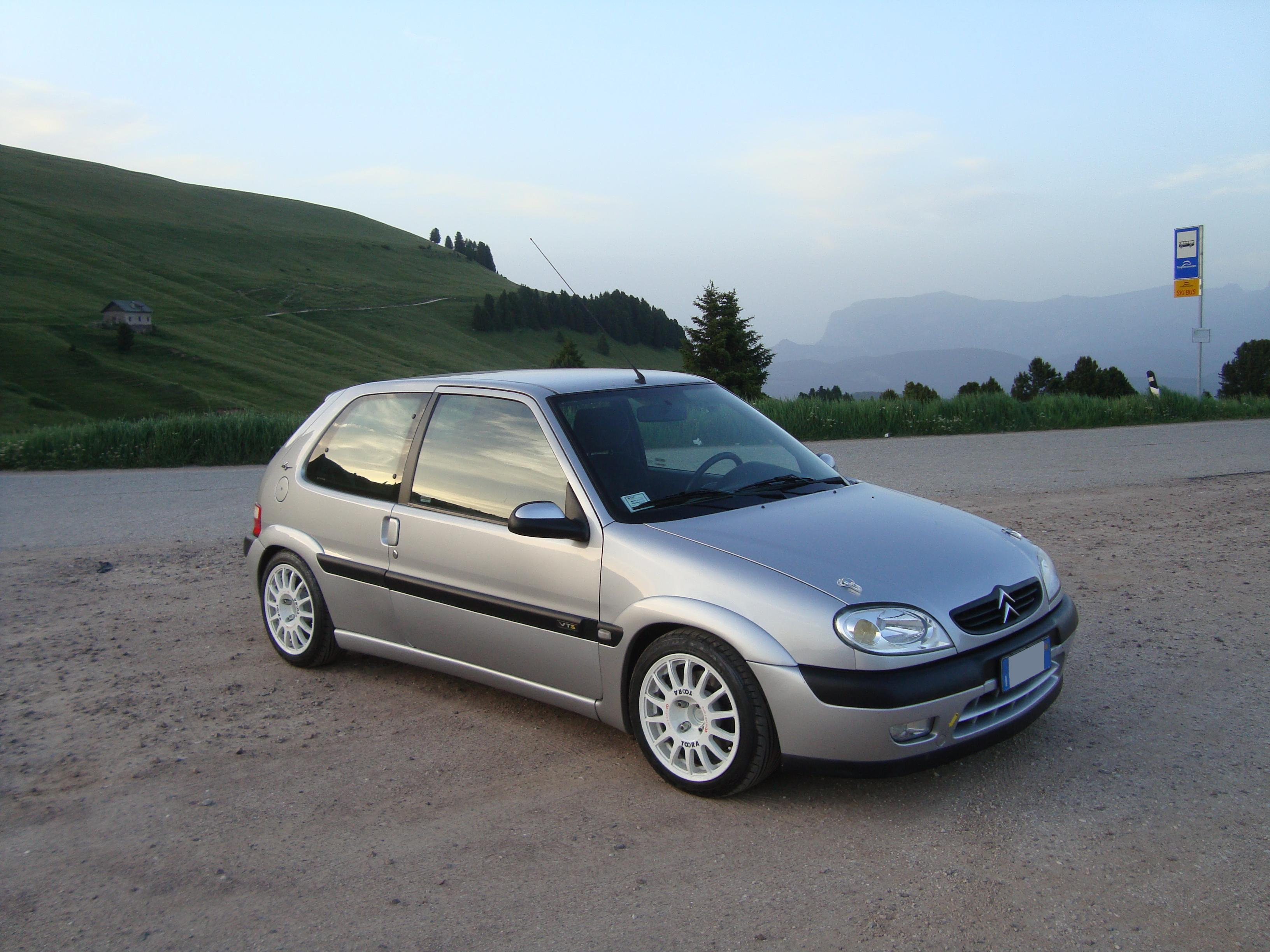
Una Saxo 1.6 16v VTS restyling

Come per la AX, il successo della Saxo è da attribuire ai contenuti costi di esercizio e al prezzo concorrenziale. Inoltre, la Saxo si dimostrava molto agile da guidare, sufficientemente brillante fin dalle versioni più tranquille, e in grado di cavarsela in modo egregio nel traffico. Il principale target di clientela a cui la Saxo era indirizzata era ovviamente quello giovanile, che imparò rapidamente ad apprezzare le doti dinamiche della piccola auto francese.
Nel 1997 arrivò il primo leggerissimo restyling, con la nuova griglia frontale: venne introdotta la 1.6 Automatica, con il motore della VTR e un cambio automatico a 4 rapporti. Alla fine dello stesso anno la versione automatica venne proposta anche con motore 1.4.
Nel 1998, viene introdotta la Saxo 1.0i Mille, che va a completare verso il basso la gamma della piccola francese, nei mercati dove non era prevista la Saxo 954i che sostituì. Questa vettura era dotata del piccolo motore da 954 cm³, 50 CV di potenza max e 150 km/h di punta massima.
Nel 1999 la Saxo fu sottoposta a un facelift più deciso, comprendente anche due nuovi gruppi ottici anteriori, più grandi. La meccanica rimase quasi inalterata. L'unica differenza fu l'adozione dell'alimentazione a iniezione multipoint sulla Saxo 1.1, in luogo della precedente single point. La VTS, inoltre, beneficiò di nuovi cerchi da 15 pollici al posto di quelli da 14 pollici presenti sulla Saxo precedente. La sigla VTS venne poi adottata anche dalla versione equipaggiata con il 1.6 monoalbero, mentre nacquero nuovi allestimenti (A e Furio) e ne sparirono alcuni dei precedenti (X e VSX).
Dopo un altro paio di anni di buone vendite, la Citroën aveva già in cantiere la sostituta della Saxo, la cui linea cominciava a sentire decisamente troppo il peso degli anni e nel 2003 presentò la C2, facendo crollare le vendite della Saxo che fu mantenuta in listino per un altro anno, durante il quale fu messa in commercio la Saxo Sport in sostituzione della Saxo VTR, equipaggiata con un motore 1.6 da 98 CV direttamente derivato da quello della 106 Rallye 1.6 8v. Alla fine del 2003 fu deciso il definitivo pensionamento della Saxo, che viene sostituita dalla C3. Ne furono prodotti oltre 1,2 milioni di esemplari.

## Caratteristiche e versioni

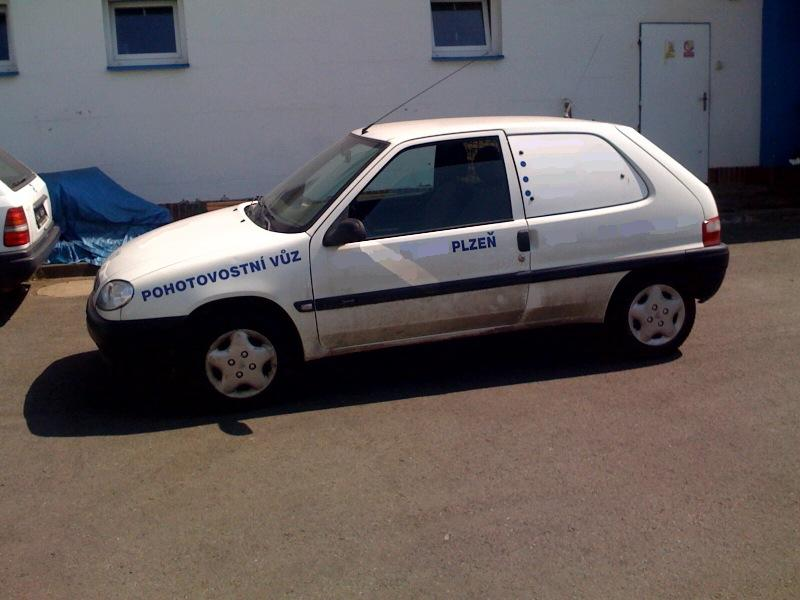
Saxo Van

| Modello                                              | Anni di produzione | Motore    | Cilindrata cm³ | Potenza CV/rpm | Coppia Nm/rpm | Cambio/ Nº rapporti | Massa a vuoto (kg) | Velocità max | Acceler. 0–100 km/h | Consumo (l/100 km) |
| Versioni a benzina                                   |                    |           |                |                |               |                     |                    |              |                     |                    |
| Saxo Mille                                           | 1998-01            | TU9M/Z    | 954            | 50/6000        | 73,5/3600     | M/5                 | 880                | 149          | 19"1                | 6,2                |
| Saxo 1.1i                                            | 1996-99            | TU1M/Z    | 1124           | 60/6200        | 87,5/3700     | M/5                 | 880                | 162          | 15"3                | 6,5                |
| Saxo 1.1i                                            | 1999-031           | TU1JP     | 1124           | 60/5500        | 94/3200       | M/5                 | 880                | 164          | 12"4                | 6,1                |
| Saxo 1.4                                             | 1996-01            | TU3JP     | 1360           | 75/5500        | 111/3400      | M/5                 | 915                | 175          | 12"9                | 6,5                |
| Saxo 1.4 Automatica                                  | 1997-01            | TU3JP     | 1360           | 75/5500        | 111/3400      | A/4                 | 915                | 166          | 14"4                | 7,9                |
| Saxo 1.6 VTR2                                        | 1996-99            | TU5JP     | 1587           | 88/5600        | 135/3000      | M/5                 | 980                | 185          | 11"6                | 8,2                |
| Saxo 1.6 Automatica                                  | 1997-98            | TU5JP     | 1587           | 88/5600        | 135/3000      | A/4                 | 980                | 176          | 14"5                | 8,8                |
| Saxo 1.6 Sport                                       | 2002-03            | TU5 J2/L3 | 1587           | 98/5700        | 137/3500      | M/5                 | 995                | 193          | 9"4                 | 6,7                |
| Saxo 1.6 16v VTS                                     | 1996-03            | TU5J4     | 1587           | 118/6600       | 145/5200      | M/5                 | 1010               | 205          | 8"7                 | 8,5                |
| Versioni a gasolio                                   |                    |           |                |                |               |                     |                    |              |                     |                    |
| Saxo 1.5 D                                           | 1996-03            | TUD5      | 1527           | 57/5000        | 92/2250       | M/5                 | 955                | 158          | 15"7                | 5,2                |
| 1In Italia a partire dal dicembre 2001 2VTS dal 1999 |                    |           |                |                |               |                     |                    |              |                     |                    |

### Versioni speciali

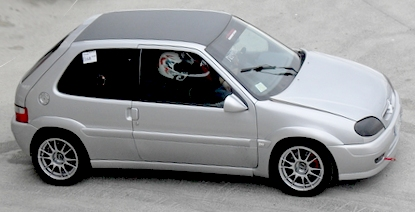
Saxo Cup

Oltre alle due versioni con cambio automatico a 4 rapporti, è esistita anche una versione van, ossia senza divanetto posteriore e con un divisorio tra vano posteriore e zona guidatore, in modo da avere un vano per il carico delle merci.
La versione CUP era quella dell'omonimo trofeo Saxo CUP, con un apposito kit realizzato dalla Citroen Sport a partire dalla sportiva Saxo VTS con motore 1600 cm3 a 16 valvole. Dai 120 CV a 6600 giri/min dichiarati della versione di serie si arriva allora a circa 140 CV a 6500 giri/min nella versione del motore TU 5J4 equipaggiata con il kit. Quest'ultimo comprende un filtro aria meno restrittivo completo di una nuova cassetta filtro, una centralina dotata di opportuna mappatura ottimizzata per lavorare in sintonia con le altre modifiche e uno scarico con i due collettori da 42 mm che confluiscono in un tubo da 60 mm.
Un'altra versione particolare è stata la versione elettrica, introdotta poco dopo il lancio delle altre, spinta da un motore elettrico di 15 CV di potenza nominale; la velocità massima era limitata elettronicamente a 91 km/h.
La Batteria NiCD da 120V e 100Ah consentiva una autonomia di circa 90 km.
Restò in produzione sino al ritiro del modello dal mercato.

## Attività sportive

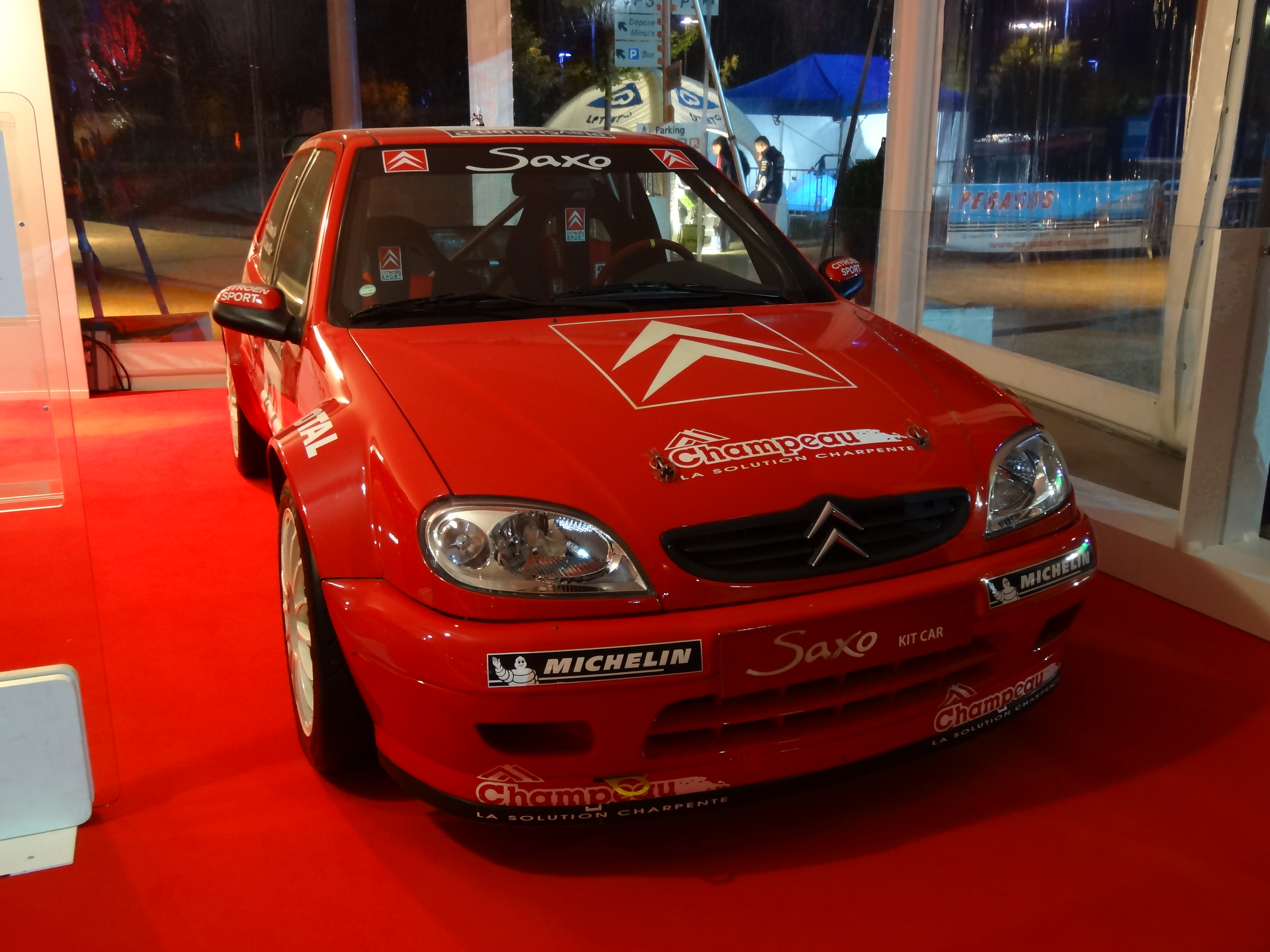
Citroën Saxo Kit Car

Un'auto con simili doti dinamiche non poteva non trovare un suo posto nelle competizioni. C'è da dire che prima di tutto la Saxo fece da scuola per moltissimi aspiranti piloti, per la sua guida tutto sommato semplice, ma impegnativa se portata al limite. Come già accennato, pochi mesi dopo l'entrata in produzione della Saxo, vi fu un torneo dedicato unicamente alla "Saxo", che diede i natali professionistici a molti piloti. La Citroen sviluppo due versioni rallystiche della Saxo; tra di loro molto simili con lievi differenze. La Citroen Saxo Kit Car e la Citroen Saxo S1600, auto entrambe spinte da un motore 1600 cm³, a trazione anteriore e con cambio sequenziale o innesti frontali a 6 marce. La Saxo vinse i campionati mondiali Junior del 2001 con Sébastien Loeb e del 2002 con Daniel Solà.